# Paul Androuet du Cerceau
Paul Androuet du Cerceau est un graveur français né vers 1630 et mort le 1er février 1710 à Paris.

## Biographie
Il est le fils d'un certain Jacques Androuet du Cerceau, neveu de Jean Androuet du Cerceau, commissaire aux gabelles originaire Verneuil-sur-Oise. Il est cité par Michel de Marolles dans son Livre des peintres et graveurs.
Il perd sa femme, Marie Chevrolle, en 1695, et meurt lui-même le 1er février 1710 dans sa maison de la rue Saint-Jean-de-Beauvais, à l'Oliver. Il est enterré au cimetière de la paroisse Saint-Benoît et laisse au moins un fils, Guillaume-Gabriel Androuet du Cerceau, dessinateur du roi.
Son œuvre gravé, d'une quarantaine de pièces, est essentiellement composé d'ornements d'orfévrerie.